# Edward J. Ruppelt

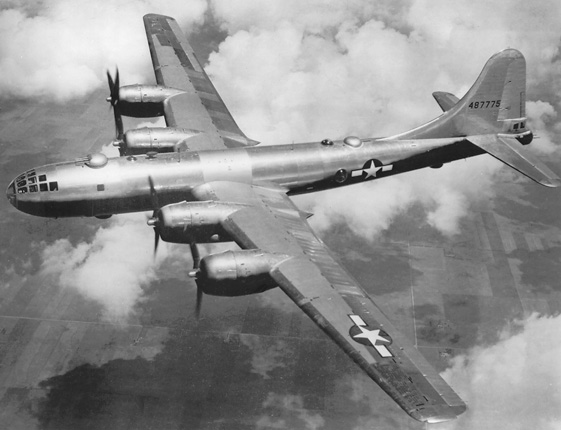
Boeing B-29 Superfortress

Edward J. Ruppelt (Grundy Center, Iowa, 17 de julho de 1923 - Long Beach, Califórnia, 15 de setembro de 1960), foi um condecorado oficial capitão da Força Aérea dos Estados Unidos - USAF, mais conhecido pelo seu envolvimento direto com dois projetos oficiais da força aérea americana, Projeto Grudge e Projeto Livro Azul, sobre o fenômeno dos objetos voadores não identificados, no início da década de cinquenta do século passado.

## Vida
Edward James Ruppelt serviu como operador de radar durante a Segunda Guerra Mundial em um bombardeiro B-29. Voou em missões sobre a Índia, China, e no Pacífico, vivenciando em primeira mão os ataques nucleares a Hiroshima e Nagasaki. Ruppelt, um jovem tenente, recebeu a mensagem do fim da guerra com o Japão a bordo do B-29 enquanto voltavam de um ataque que destruiu a Base Aérea de Hikara em Tokuyama e pela liderança nesse ataque foi condecorado com a en:Oak Leaf Cluster, uma das doze condecorações recebidas em sua carreira militar.
Após a guerra, obteve uma licenciatura em engenharia aeronáutica e e entre 1945 e 1950 trabalhou na Northrop Aviation Corporation em Los Angeles.
Quando a Guerra da Coreia começou em 1950, voltou à ativa na Base Aérea de Wright-Patterson, lotado no Air Technical Inteligence Center - ATIC, órgão criado para estudar tecnologias estrangeiras e que representariam o estado da arte em ciência e tecnologia conhecidas. Seu primeiro trabalho foi a análise da performance do avião soviético MiG-15 . Em 1951, recebeu a incumbência de reestruturar o Projeto Grudge no âmbito da ATIC, que tinha o objetivo de avaliar o problema dos chamados discos voadores. Quando o projeto Grudge foi encerrado em 1952, um novo foi aberto, o chamado Projeto Livro Azul, tendo Ruppelt como seu primeiro diretor..
Ruppelt dirigiu o Projeto Grudge entre 1951 - 1952 e depois foi o primeiro diretor do projeto sucessor, o Projeto Livro Azul, entre 1952 - 1953, ambos para investigação do fenômeno dos objetos voadores não identificados no âmbito da USAF.
Deixou o projeto Livro Azul em 1953 e se retirou da Força Aérea logo depois, indo trabalhar na indústria aeroespacial. Em 1956 foi contratado pela Northrop Aircraft Company.
Ruppelt morreu de um ataque cardíaco em 15 de setembro de 1960, com a idade de 37 anos.

## Realizações
Foi Ruppelt quem batizou o termo mais conhecido do campo que estuda esses objetos, no início dos anos 1950, o termo técnico mundialmente aceito, UFO, Unidentified Flying Objects (Objetos Voadores Não Identificados), durante o período de seu comando no Projeto Livro Azul. Em seu livro The Report on Unidentified Flying Objects de 1956, Ruppelt declara: “UFO é o termo oficial que eu criei para substituir as palavras discos voadores".
Pioneiro nesse campo de pesquisa, foi como diretor do Projeto Livro Azul que desenvolveu métodos de avaliação de casos e as testemunhas respondiam a questionários de oito páginas, com fotografias e negativos. Analisavam o material e faziam entrevistas de campo. Consultavam dados astronômicos e meteorológicos e monitoravam voos da Força Aérea. Em doze mil relatos analisados, 90% foram identificados ou eram produtos da imaginação ou fraudes. Os outros 10% foram classificados como não-identificados, incluindo casos onde não havia informações suficientes para uma conclusão.
O astrônomo americano e consultor do Projeto Livro Azul, J. Allen Hynek, sugeriu que o livro de Ruppelt "deveria ser leitura obrigatória para qualquer pessoa seriamente interessada na história deste assunto"
Ruppelt em seu livro de 1956, apresentou vários casos de OVNIs que investigou pela força aérea americana, entre eles os clássicos Caso Kenneth Arnold de 1947 e Caso Mantell de 1948, as luzes de Lubbock de 1951 e outros de sua época, influenciando os estudiosos da ufologia nas décadas seguintes.
Em sua primeira edição, ele declara na conclusão da obra que havia casos, principalmente de pilotos experientes e operadores de radar, que permaneciam desconhecidos, por vezes o afastando do ceticismo. Finaliza dizendo que: "Eu não gostaria de arriscar um palpite sobre o que o resultado final da investigação UFO será, mas estou certo de que dentro de poucos anos haverá uma resposta comprovada" e "que o progresso da pesquisa nas áreas de eletrônica, física nuclear, astronomia, e uma dúzia de outros ramos das ciências deverão fornecer dados que serão úteis para os ufólogos".
Na segunda edição de The Report on Unidentified Flying Objects em 1960, com a adição de três novos capítulos, Ruppelt expôs uma posição fortemente cética sobre a origem do fenômeno, bem mais acentuada do que a apresentada em sua primeira edição.

## Obras
- The Report on Unidentified Flying Objects, Editora Victor Gollancz, 1956.[5]